# Cymindis elegans
Cymindis elegans är en skalbaggsart som beskrevs av Leconte. Cymindis elegans ingår i släktet Cymindis och familjen jordlöpare. Inga underarter finns listade i Catalogue of Life.